# Marta Kos
Marta Kos, slovenska plavalka, novinarka, veleposlanica in političarka, * 28. junij 1965, Prevalje
Je nekdanja slovenska novinarka, kasneje pa se je vključila v politiko in v diplomacijo. Bila je veleposlanica Republike Slovenije v Nemčiji in v Švici. Nekaj let je bila tudi podpredsednica Gospodarske zbornice Slovenije. Je soavtorica več knjig, med drugim knjige Politično komuniciranje (2002) ter Države in svet (2001).
1. decembra 2024 je nastopila mandat evropske komisarke za širitev.

## Izobrazba
Marta Kos je obiskovala Fakulteto za družbene vede Univerze v Ljubljani, kjer je leta 1988 diplomirala z delom Komunikacijski sistem pri koroških Slovencih v Avstriji in dvojezično šolstvo s posebnim ozirom na politično diferenciacijo med Zvezo slovenskih organizacij in Narodnim svetom koroških Slovencev.

## Novinarstvo
Delovala je kot novinarka športnega uredništva Radiotelevizije Slovenija in dopisnica RTV iz Nemčije ter kot dopisnica Deutsche Welle.

## Diplomacija
Iz novinarstva se je Marta Kos v politiko sprva podala kot direktorica urada vlade za informiranje in kot tiskovna predstavnica vlade. V času vlade Alenke Bratušek je bila leta 2013 imenovana na funkcijo slovenske veleposlanice v Nemčiji. Leta 2016 jo je nemška revija Diplomatisches Magazin izbrala za veleposlanico leta.
Leta 2017 je Kosova nastopila mandat slovenske veleposlanice v Švici, a je zaradi drugačnih pogledov na vodenje veleposlaništva in zunanje politike po menjavi slovenske vlade in tudi očitanih nepravilnosti in izrednega inšpekcijskega nadzora na veleposlaništvu s položaja odstopila leta 2020.

## Politika
Leta 2022 se je pridružila slovenski politični stranki Gibanje Svoboda ter od aprila 2022 dalje delovala kot ena od dveh podpredsednic stranke. 28. junija 2022 je uradno napovedala svojo kandidaturo za predsednico države, vendar jo je konec avgusta iz osebnih razlogov umaknila. 13. septembra 2022 je odstopila s podpredsedniškega mesta Gibanja Svoboda in za razlog navedla nove usmeritve v življenju po odstopu od predsedniške kandidature. 12. decembra 2022 je v znak podpore notranji ministrici Tatjani Bobnar in njenemu odstopu s funkcije izstopila iz Gibanja Svoboda, z izjavo, da to ni več njena stranka.

### Evropska komisarka
Predsednik Gibanja Svobode je Marto Kos spomladi leta 2024 povabil, da prevzame prvo mesto na listi stranke za evropske volitve in kasneje možnost imenovanja na mesto evropske komisarke, a je ponudbo zavrnila. Po odstopu kandidata za komisarja Tomaža Vesela je 9. septembra 2024 Kosova sprejela nominacijo predsednika vlade Roberta Goloba za evropsko komisarko. Predsednica Evropske komisije Ursula von der Leyen naj bi namreč zaradi spolne uravnoteženosti Komisije od Slovenije pričakovala žensko kandidatko. Vlada je njeno kandidaturo potrdila 19. septembra.
Predsednica Komisijo je za Marto Kos predvidela mesto komisarke za širitev EU, katere ključna naloga je mdr. vključitev Ukrajine in njena obnove po ruski agresiji. Kosova je kmalu po ruski invaziji izjavila, da je potrebno »na račun Rusije izreči vse kritike, vendar si ne smemo zapirati vrat« in »Slovenija je imela z Rusijo ves čas dobre odnose, v času vlade Janeza Janše pa smo doživeli premik proti ZDA in oddaljitev od Rusije«. Njene izjave je opozicija označila za proruske, pritegnile pa so tudi pozornost bruseljskega Politica. Predstavniki Ukrajine jih niso želeli komentirati. Kosova je očitke o proruskosti zavrnila, češ da gre za manipulacijo konteksta in da je že od začetka vojne na strani Ukrajine ter pozvala k podpori obrambe v političnem, finančnem in vojaškem smislu. 7. novembra 2024 je kot kandidatka evropske stranke Renew prestala zaslišanje za komisarsko mesto Sosedstvo in širitev. 
Funkcijo komisarke je uradno prevzela 1. decembra 2024, prav tega dne se je skupaj z novo visoko predstavnico Evropske unije za zunanjo in varnostno politiko Kajo Kallas in novim predsednikom Evropskega sveta Antoniem Costo odpravila na obisk v Kijev v podporo v času ruske invazije.

## Zasebno
Marta Kos je bila v mladosti jugoslovanska in slovenska prvakinja in rekorderka v plavanju. Je sestra Draga Kosa.

### Zakonsko življenje
16 let je bila poročena z Aaronom Markom, ločila sta se leta 2018. V Ženevi živi s svojim drugim možem Henrijem Gétazom.